# Panch Pokhari
Panch Pokhari (en nepalí: पाँच पोखरी) es un grupo de cinco lagos que son sagrados para los hindúes en el distrito Sindhupalchowk en el país asiático de Nepal. Es el noveno humedal de mayor altitud en el mundo. Estos cuerpos de agua está provista de una gran belleza natural, de diversidad biológica y son patrimonio cultural. Se encuentran en uno los brazos de la cordillera del Himalaya y posee una naturaleza prístina. Es muy popular como destino de peregrinación para los hindúes y budistas. Muchos peregrinos visitan este lago en Janai Purnima. Es una atracción principal del parque nacional de Langtang, que se encuentra en los distritos Nuwakot, Rasuwa y Sindhulpalchowk de la región del Himalaya central.
La principal atracción de Panch Pokhari son sus excelentes vistas del Himalaya, incluyendo Jugal Himal y otras montañas cercanas. El Departamento de Servicios Postales del Gobierno de Nepal emitió un boleto postal que muestra a Pokhari en 2011.